# 反神論
反神論（英: antitheism, anti-theism）は、神を信じることに反対する主張、あるいは、有神論に反対する立場の主張である。ただし、この他にもいくつかの定義が可能な、多義的な用語である。

## 定義
「反神論」の定義に関して、例えば、Collins English Dictionary は "antitheism" を「神（god or gods）を信じることに反対する」主張であると定義していて「反神論」が一神教以外の文脈でも論じられうることを示している。しかし反神論は、一神教に特有の「悪の問題」とともに論じられることが多い。唯一の神が全能であり善であるという教義を持つタイプの一神教（例えばキリスト教）では、世界に悪が存在することが古来議論の的であった（cf. 神義論）。唯一の神が全能であり善であるならば、なぜ悪の存在を許すのか。
反神論の問題を論じた19世紀エジンバラ大学の神学教授ロバート・フリントは、反神論を「『天国、地上、そこに含まれるすべてのものが存在し、また存在し続けることが、至高であり、非依存的実在であり、全能であり、全知であり、正義であり、博愛である存在の叡智と意思に負うているという考え』に反対する思想」と定義した。20世紀フランスのカトリック哲学者ジャック・マリタンは、反神論を「私たちに神のことを想起させるすべてに対する能動的な葛藤」と定義した。
「反神論」の定義に関して、例えば、Oxford English Dictionary は "antitheism" を「有神論に反対する」主張であると定義している。しかし、反神論は、無神論（atheism）とは明確に異なる立場である。
オクスフォード大学の哲学者ギュイ・カハネは、過去、多くの人が「神の実在」について考えており、神の実在を信じる者は有神論者、神の非実在を信じる者は無神論者であることを踏まえたうえで、ここで問いを「神が実在するか？」から「神の実在を私たちは望むべきか？」に変更する。カハネは、有神論者は神がいないと仮定すると世界がもっと悪いはずだと考え、無神論者は神がいないからこそ世界が悪いと考えるため、有神論者も無神論者も「望むべきである」と考えていると指摘する。カハネは、ニューヨーク大学の哲学者トマス・ネーゲルの「神の非実在を私たちは望むべきである」という議論を、「反神論」と呼ぶ。カハネによれば、この立場はけっしてニヒリズム、虚無主義ではなく、反神論は「有神-無神」の議論とは独立している。カハネは、反神論を論じるにあたっては悪の問題や神の善性を主張することを避けなければ矛盾に陥るとして、物事が様々な面で悪くなることは神の実在仮説の論理的帰結であると主張することこそ、重要であるとする。
プルードンが1846年に出版した『貧困の哲学（あるいは経済的諸矛盾の体系）』においては、人間社会における各矛盾（アンチノミー）の連なりが説明される。伊多波 (2017) によれば、プルードンは伝統的な悪の問題について過去の議論を整理し、前近代人が個人に悪の根源を求めたのに対し、ルソーに始まる近代人は社会に悪の根源を見たとする。そのうえで、プルードンは、個人・集団を静的なものとみる前提を批判し、また、人間の本性の善悪二分論を批判し、さらに、神を善性と捉える前提を批判する。伊多波 (2017) によれば、プルードンは「人間社会には予見能力があり、ある必然性から別の必然性へ移行する能力があるにもかかわらず、和解しない」「神にも予見能力があるのだとしたらなぜ初めから和解を実現させなかったのか、人間本性の一面であるエゴイズムを黙って荒れ狂うがままにした」と考えた。そしてプルードンは、神が実在するとしたら「神は悪である」と述べ、また「神は存在するとしても、敵である」と述べた。このプルードンの立場は反神論であるとされる。なお、伊多波 (2017) によれば、プルードンの反神論は、神が人間の敵対者でありアンチノミーの一方でしかなく絶対的なものではないと人間社会が見抜くことで「あらかじめ設定された必然性」であった「神の仮説」から「別の必然性」への移行の可能性を開き、人間社会の倫理の一つを支える。